# Grombach (Walzbach)
Der Grombach ist ein knapp zehn Kilometer langer Bach, der im Kraichgau entsteht und in der Oberrheinischen Tiefebene von rechts dem Walzbach zufließt. Der Bach durchfließt die Bruchsaler Stadtteile Ober- und Untergrombach sowie Büchenau im baden-württembergischen Landkreis Karlsruhe. In Untergrombach zweigt der Grombach-Entlastungskanal ab, der der Hochwasserentlastung dient.

## Name
Der Bachname wird abgeleitet von der Farbe Grün und bezieht sich entweder auf die Farbe des Wassers oder der Vegetation am Ufer.

## Geographie

### Verlauf
Es existieren zwei verschiedene Definitionen der Quelle des Grombachs: In ortsgeschichtlicher Literatur wird die Kirchquelle an der Obergrombacher Schlosskapelle (⊙) als Quelle des Grombachs angesehen. Eine Informationstafel vor Ort benennt die Quelle als Grombachquelle.
Dem Amtlichen Digitalen Wasserwirtschaftlichen Gewässernetz (AWGN) zufolge entspringt der Grombach dem Binsheimer Brunnen, der knapp drei Kilometer südsüdöstlich von Obergrombach auf der Gemarkung Jöhlingen der Gemeinde Walzbachtal liegt. Auf der Topographischen Karte ist der Grombach samt seiner Zuflüsse bis knapp vor Obergrombach als nur temporär wasserführendes Gewässer dargestellt. Am Binsheimer Brunnen schlägt der Grombach für 700 Meter westliche Fließrichtung ein und nimmt auf dieser Strecke einen gut 1,7 Kilometer langen, von links und Süden kommenden Straßengraben auf, der die Binsheim genannte Gruppe von Aussiedlerhöfen durchfließt. Anschließend wendet sich der Grombach für rund zwei Kilometer nach Norden und verläuft meist als Graben neben der Gemeindeverbindungsstraße von Binsheim nach Obergrombach und durch ein als Berntal bezeichnetes Tälchen. Vor der Unterquerung der Kreisstraße 3501 (Untergrombach–Obergrombach–Gondelsheim) mündet von rechts ein gut einen Kilometer langer Graben, der der Kreisstraße folgt.
Westliche bis nordwestliche Richtung einschlagend, erreicht der Grombach das bebaute Gebiet von Obergrombach, das er in einer 800 Meter langen Verdolung durchfließt. Innerhalb der Verdolung mündet von rechts der Zufluss vom Brunnen an der Schlosskapelle. Zwischen Ober- und Untergrombach verengt sich das Tal; der Grombach durchfließt das nicht dauereingestaute Hochwasserrückhaltebecken Untergrombach mit einem gewöhnlichen Hochwasserrückhalteraum von 52.000 Kubikmeter.
Am östlichen Ortsrand von Untergrombach mündet von links der als Flächenhaftes Naturdenkmal ausgewiesene, kurze Brunnenbach. Er entspringt einer ergiebigen Quelle am Rand der Talaue, die für die Wasserversorgung von Obergrombach gefasst ist. Ein zweiter, etwas talabwärts gelegener Zufluss des Grombachs entsteht in einem ausgedehnten Gebiet mit Sickerquellen, Im Brüchle genannt. Auch Untergrombach passiert der Grombach in einer Verdolung. Im 1200 Meter langen verdolten Abschnitt kreuzen die Bundesstraße 3 (Heidelberg–Karlsruhe) und die Bahnstrecke Heidelberg–Karlsruhe. Knapp vor dem Ende der Verdolung zweigt am Untergrombacher Friedhof der Grombach-Entlastungskanal nach links ab.
Untergrombach liegt teilweise auf dem Schwemmkegel, den der Grombach bei seinem Eintritt in die Oberrheinische Tiefebene ausgebildet hat. Der Bach verlässt – weitgehend parallel zur Kreisstraße 3501 verlaufend – den Schwemmkegel nach Westen bis Nordwesten. Dabei fließt der Grombach – wie auch andere Flüsse und Bäche der Region – von Dämmen gesäumt in Hochlage; zum Teil liegt der Wasserspiegel über dem Geländeniveau. Die Hochlage dürfte Folge des bereits für das Spätmittelalter belegbaren „Bachputzens“ sein, bei dem die Sedimente aus dem Bachbett ausgehoben und am Ufer abgelagert wurden.
In einem kurzen Waldstück unterquert der Grombach die Bundesautobahn 5 (Heidelberg–Karlsruhe) in einem Düker und erreicht dann die Feldflur von Büchenau. Teils von Feldhecken begleitet, passiert der Bach den südlichen Ortsrand von Büchenau. Rund 600 Meter westlich von Büchenau mündet der Grombach von rechts und Südosten in die Walzbach, die hier als Weingarter Bach (oberhalb der Grombachmündung) beziehungsweise Lachengraben (unterhalb der Grombachmündung) bezeichnet wird. Der Lachengraben mündet nach knapp zwei Kilometer in den Rheinzufluss Pfinz.
Im AWGN sind keine Zuflüsse des Grombachs ausgewiesen. Der Bach durchfließt keine Natur- und Landschaftsschutzgebiete; allerdings liegen zwei Teilflächen des Naturschutzgebiets Michaelsberg und Habichtsbuckel unweit des Bachlaufs.

### Grombach-Entlastungskanal
Der Grombach-Entlastungskanal zweigt am Friedhof von Untergrombach in der Verdolung des Grombachs nach links und Süden ab. Nach kurzem unterirdischen Lauf verläuft der Kanal durch die Feldflur von Untergrombach, knickt nach rund 250 Metern nach rechts und Westen ab und erreicht nach weiteren knapp 500 Metern ein Schlammabsetzbecken. Etwas unterhalb des Absetzbeckens wendet sich der Entlastungskanal nach Norden bis Nordwesten, verläuft am Waldrand und unterquert, nachdem er kurz zuvor ganz in den Wald eingetreten ist, die Bundesautobahn 5. Unterhalb der Autobahn schlägt der Kanal westliche bis südwestliche Fließrichtung ein und erreicht die Gemarkung von Stutensee-Staffort. Rund 250 Meter nördlich der Stafforter Sportplätze vereinigt sich der Grombach-Entlastungskanal mit dem von links kommenden Grenzgraben zum Neuen Kanal. Der Neue Kanal mündet nach rund 1,5 Kilometer nördlich von Staffort von rechts in Pfinz; laut AWGN wird er auf seinen ersten rund 400 Metern auch als Grombach-Entlastungskanal bezeichnet.
Im AWGN sind zwei Zuflüsse des Grombach-Entlastungskanals ausgewiesen:
- Der gut einen Kilometer lange Allmendgraben mündet oberhalb des Absetzbeckens von links in den Kanal. Er entsteht am südlichen Ortsrand von Untergrombach, fließt in einem nach Süden ausholenden Bogen nach Westen und unterquert dabei die Bahnstrecke von Heidelberg nach Karlsruhe. Auch als Weihergraben bezeichnet, war das Gewässer ursprünglich ein der Wiesenwässerung dienender Seitenarm des Grombachs, der in Untergrombach an der Ecke Bachstraße/Weierstraße abzweigte und westlich des Ortes wieder in den Grombach mündete. Nach Angaben von 1995[8] war der Graben bereits „vor Jahrzehnten“ mit Bauschutt und Abraum verfüllt worden. 2019 wurde das Gewässer in der Topographischen Karte weiterhin dargestellt.
- Der gut 3,2 Kilometer lange Bruchwiesengraben mündet unterhalb des Absetzbeckens von links in den Grombach-Entlastungskanal. Er entsteht in einem kleinen Tal im Bergwald, der südlich von Untergrombach im Kraichgau liegt. Oberhalb einer Verdolung, in der das Gewässer das südliche Ende von Untergrombach passiert, liegt das nicht dauereingestaute Hochwasserrückhaltebecken Roschelweg mit einem gewöhnlichen Hochwasserrückhalteraum von gut 1000 Kubikmeter.[LUBW 8] Nach dem Eintritt in die Rheinebene fließt der Graben zunächst nach Südsüdwesten, dann – die Bahnstrecke kreuzend – nach Westen und zuletzt nach Norden.

## Geschichte
Der im AWGN als Quelle des Grombachs ausgewiesene Binsheimer Brunnen liegt nahe der Wüstung Binsheim, die 1274 als Binstan erstmals erwähnt wurde. Der Ort fiel wahrscheinlich im 15. Jahrhundert wüst; zuletzt wurde er 1640 erwähnt. Die südlicher gelegene Gruppe von Aussiedlerhöfen übernahm den Namen Binsheim.
Die Nutzung des Grombachs für die Wiesenwässerung ist erstmals 1496 erwähnt. In diesem Jahr kam es zu einem Rechtsstreit zwischen Untergrombach und Büchenau, da Untergrombach den Wasserlauf gesperrt und das Wasser auf seine Wiesen geleitet hatte. Das Urteil von 1496 fiel zugunsten Untergrombachs aus; spätere Konflikte betrafen meist den Schutz der Büchenauer Gemarkung vor Überschwemmungen. 1850 wurden 90 Prozent der Untergrombacher Wiesen gewässert, Büchenau bezog sein Wasser überwiegend aus dem Weingartener Bach.
In Obergrombach war der Abfluss des Grombachs zu gering, um Mühlen betreiben zu können. Erst der Zufluss des Brunnenbachs ermöglichte den Betrieb von Mühlen. 1401 werden drei Mühlen in Untergrombach erwähnt. Die unterste Mühle wurde nach 1500 als unrentabel aufgegeben, zudem war die zur Verfügung stehende Wassermenge zu gering und zu unregelmäßig. Die fortan als Untere Mühle bezeichnete mittlere Mühle war ebenso wie die Obere Mühle ein Bannmühle. Die Untere Mühle wurde ab 1929 durch einen Elektromotor angetrieben. 1969 wurde der Mühlbetrieb eingestellt und die Gebäude abgerissen. Zwischen 1921 und 1954 gab es eine elektrisch angetriebene Ölmühle, die direkt neben der Unteren Mühle lag. Das Gebäude der 1970 stillgelegten Oberen Mühle ist erhalten geblieben; sie hatte ab 1885 ein Dampfkraftwerk, ab 1918 einen Diesel- und ab 1938 einen Elektromotor.
Unterhalb von Grombach gab es drei, heute nicht mehr vorhandene Gewässer, die nach rechts abzweigten und über weitere Gräben der Saalbach zuflossen: Der Immertengraben wurde etwas unterhalb der Bahnstrecke abgeschlagen; der Eiergraben zweigte etwa in Höhe der Autobahn ab. Die Unterläufe beider Gräben sind heute noch im AWGN verzeichnet; sie liegen überwiegend trocken. In Höhe von Büchenau konnte über ein Schütz, das Grombach-Stellwerk, Wasser in den Büchenauer Dorfgraben geleitet werden. Der Graben, seit 1893 in einer betonierten Rinne verlaufend, folgte der Büchenauer Hauptstraße und diente dem Brandschutz und der Dorfreinigung. Ende der 1960er Jahre wurde der Graben im Zuge des autogerechten Ausbaus der Hauptstraße und dem Bau der Kanalisation beseitigt.
Der Grombach-Entlastungskanal wurde Mitte der 1930er Jahre während der Pfinz-Saalbach-Korrektion (1934–1962) von Arbeitsdienstleistenden des Reichsarbeitsdienstes gebaut. Der der Hochwasserentlastung dienende Kanal ist für einen maximalen Abfluss von sechs Kubikmeter pro Sekunde dimensioniert. Unterhalb der heutigen Einmündung des Bruchwiesengrabens verläuft der Entlastungskanal in der Trasse eines Grabens, der in der Topografischen Karte von 1876 als Retzbruchgraben und als Galgengraben benannt ist.
Ein Hochwasser des Grombachs ist für das Frühjahr 1784 dokumentiert. Damals wurden in Untergrombach Häuser schwer beschädigt und eine Brücke weggerissen. 1926 wurde der Bachlauf in Untergrombach mit Betonwändem eingefasst. Die Untergrombacher Verdolung entstand in der Mitte der 1960er Jahre zusammen mit dem Rückhaltebecken Untergrombach. In Obergrombach wurde das Gewässer 1981 verdolt.
Nach Ende des 19. Jahrhunderts durchgeführten Ermittlungen der für Wasserbau zuständigen badischen Behörde betrug der mittlere Abfluss des Grombachs an der Oberen Mühle in Untergrombach 50 Liter pro Sekunde; bei Hochwasser konnten drei bis vier Kubikmeter pro Sekunde abfließen. Eine Informationstafel an der Obermühle gibt den mittleren Abfluss mit 15 Liter pro Sekunde an; ein Wert, der deutlich unter der für den Betrieb eines oberschlächtigen Wasserrads erforderlichen Menge liegt und große Probleme beim Betrieb der Mühle zur Folge hatte. Nach Angaben aus den 1990er Jahren hat sich der Abfluss des Grombachs deutlich verringert; oberhalb der Brunnenbachmündung liegt er in der Regel trocken. Eine Wasserflora und -fauna war nur noch stellenweise vorhanden. Auch unterhalb von Untergrombach lag der Grombach des Öfteren trocken.

### LUBW
Amtliche Online-Gewässerkarte mit passendem Ausschnitt und den hier benutzten Layern: Karte des Grombachs und seines Einzugsgebietes

Allgemeiner Einstieg ohne Voreinstellungen und Layer: Daten- und Kartendienst der Landesanstalt für Umwelt Baden-Württemberg (LUBW) (Hinweise)
1. 1 2 3 4  
Höhe nach dem Höhenlinienbild auf dem Hintergrundlayer Topographische Karte oder dem Digitales Geländemodell der Online-Karte.
2. 1 2  
Länge nach dem Layer Gewässernetz (AWGN).
3. 1 2  
Einzugsgebiet nach dem Layer Basiseinzugsgebiet (AWGN).
4. ↑  
Steckbrief HRB Untergrombach bei der LUBW (abgerufen am 31. August 2019).
5. ↑  
Waldbiotopkartierung, Erhebungsbogen Quellgebiet SO Untergrombach (Nr. 269172153549). (abgerufen am 1. September 2019)
6. ↑  
Querprofile
westlich von Untergrombach,
bei Büchenau,
erzeugt aus dem Digitalen Geländemodell der Online-Karte.
7. ↑  
Schutzgebiete nach den einschlägigen Layern, Natur teilweise nach dem Layer Biotop.
8. ↑  
Steckbrief HRB Roschelweg bei der LUBW (abgerufen am 2. September 2019).

### Andere Belege
1. 1 2  
Josef Schmithüsen: Geographische Landesaufnahme: Die naturräumlichen Einheiten auf Blatt 161 Karlsruhe. Bundesanstalt für Landeskunde, Bad Godesberg 1952. → Online-Karte (PDF; 5,1 MB)
2. 1 2 3  
Thomas Adam: Wiesenwässerung aus Walzbach, Weingarter Bach und Grombach. In: Dieter Hassler (Hrsg.): Wässerwiesen: Geschichte, Technik und Ökologie der bewässerten Wiesen, Bäche und Gräben in Kraichgau, Hardt und Bruhrain. Verlag Regionalkultur, Ubstadt-Weiher 1995, ISBN 3-929366-20-7, S. 231–245, hier S. 243.
3. ↑  
Michael Walter: Obergrombach als Siedlung. In: Franz Xaver Beck (Hrsg.): 600 Jahre Stadt Obergrombach. 1336–1936. Müller, Karlsruhe 1936, S. 1–13, hier S. 1.
4. 1 2  
Heimatverein Obergrombach: Informationstafel Grombach an der Grombachquelle, Stand 21. August 2019.
5. ↑  
Thomas Adam: Unterwegs durch die Gemarkung. Die Vielfalt liegt im Detail. Naturschutz in der Untergrombacher Kulturlandschaft. In: Josef Lindenfelser: Untergrombach. Ein Dorf im Wandel der Zeit. Regionalkultur, Ubstadt-Weiher 1995, ISBN 3-929366-19-3, S. 255–277, hier S. 265.
6. ↑  
Dieter Hassler: Tausend Jahre Mühe und kein Ende. Die Geschichte des Bachbaus in Kraichgau, Hardt und Bruhrain. In: Hassler, Wässerwiesen. S. 40–61, hier S. 42.
7. ↑  
Harald Bläske (Bearb.): Büchenauer Impressionen. Ein Dorf in Vergangenheit und Gegenwart. Herausgegeben von der Stadt Bruchsal, Regionalkultur, Heidelberg 2006,  ISBN 978-3-89735-454-8, S. 72.
8. ↑  
Adam, Unterwegs durch die Gemarkung. In: Lindenfelser, Untergrombach. S. 255–277, hier S. 262.
9. ↑  
Binsheim – Wüstung bei LEO-BW (Abgerufen am 2. September 2019).
10. ↑  
Adam, Wiesenwässerung aus Walzbach, Weingarter Bach und Grombach. In: Hassler, Wässerwiesen. S. 231–245, hier S. 243–245.
11. 1 2  
Heimatverein Untergrombach: Informationstafeln Obere Mühle sowie Untere Mühle und Ölmühle, Stand 1. September 2019.
12. 1 2  
Karten in: Hassler, Wässerwiesen. S. 221 f.
13. ↑  
Informationstafel Grombach-Stellwerk in Büchenau, Stand 25. September 2011.
14. ↑  
Informationstafel Dorfgraben in Büchenau, Stand 1. Oktober 2009.
15. ↑  
Hassler, Tausend Jahre Mühe. In: Hassler, Wässerwiesen. S. 40–61, hier S. 61.
16. ↑  
Meßtischblatt 6917 Weingarten von 1876 in der Deutschen Fotothek
17. ↑  
Heimatverein Untergrombach: Informationstafel Der Grombach, Stand 17. Juni 2011.
18. ↑  
Adam, Unterwegs durch die Gemarkung. In: Lindenfelser, Untergrombach. S. 255–277, hier S. 264 f.